# Moscheea Dolmabahçe
Moscheea Dolmabahçe este o moschee din orașul Istanbul, Turcia. Ea este situată lângă Bosfor, în apropiere de renumitul Palat Dolmabahçe.

## Istorie și arhitectură
Moscheea Dolmabahçe reprezintă unul dintre principalele edificii construite sub domnia sultanului Abdul-Medjid (1839-1861). Ctitorită de către sultana Bezmi Alem, mama sultanului, aceasta este o combinație între arhitectura otomană târzie și stilul european baroc. Moschea este operă a arhitecților Garabet Balyan și Nigoğos Balyan, renumiți și pentru alte edificii precum Palatul Dolmabahçe sau Moscheea Ortaköy. 
Structura clădirii este una simplă, similară cu cea de la Ortaköy, cu un singur dom și două minarete înalte de aproximativ 40 de metri. Interiorul este bogat decorat cu marmură albă și vișinie în special. Moscheea Dolmabahçe nu este cuprinsă în incinta palatului, dar a servit sultanului și demnitarilor pentru rugăciuni.

## Galerie de imagini

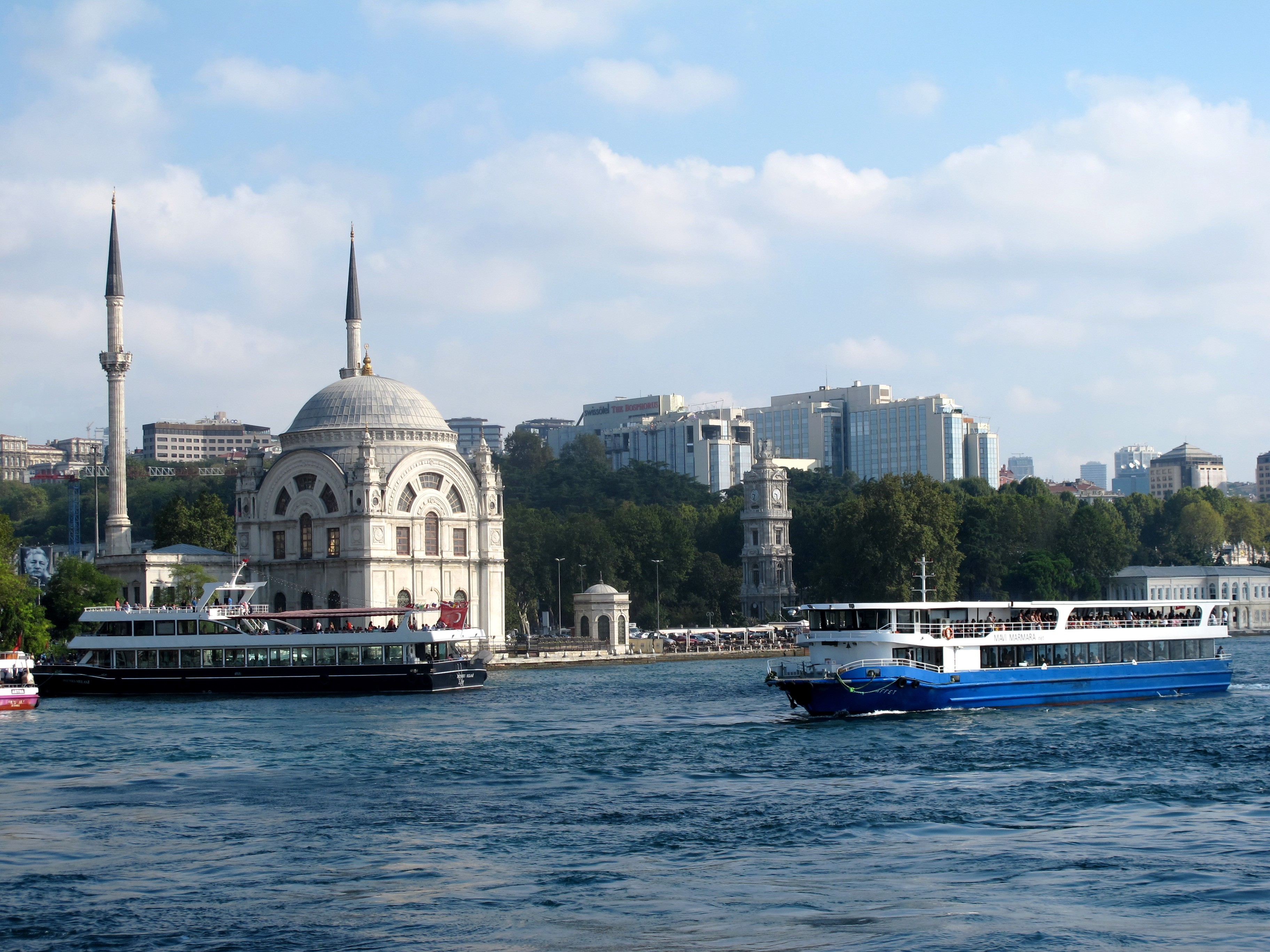
Vedere de pe Bosfor
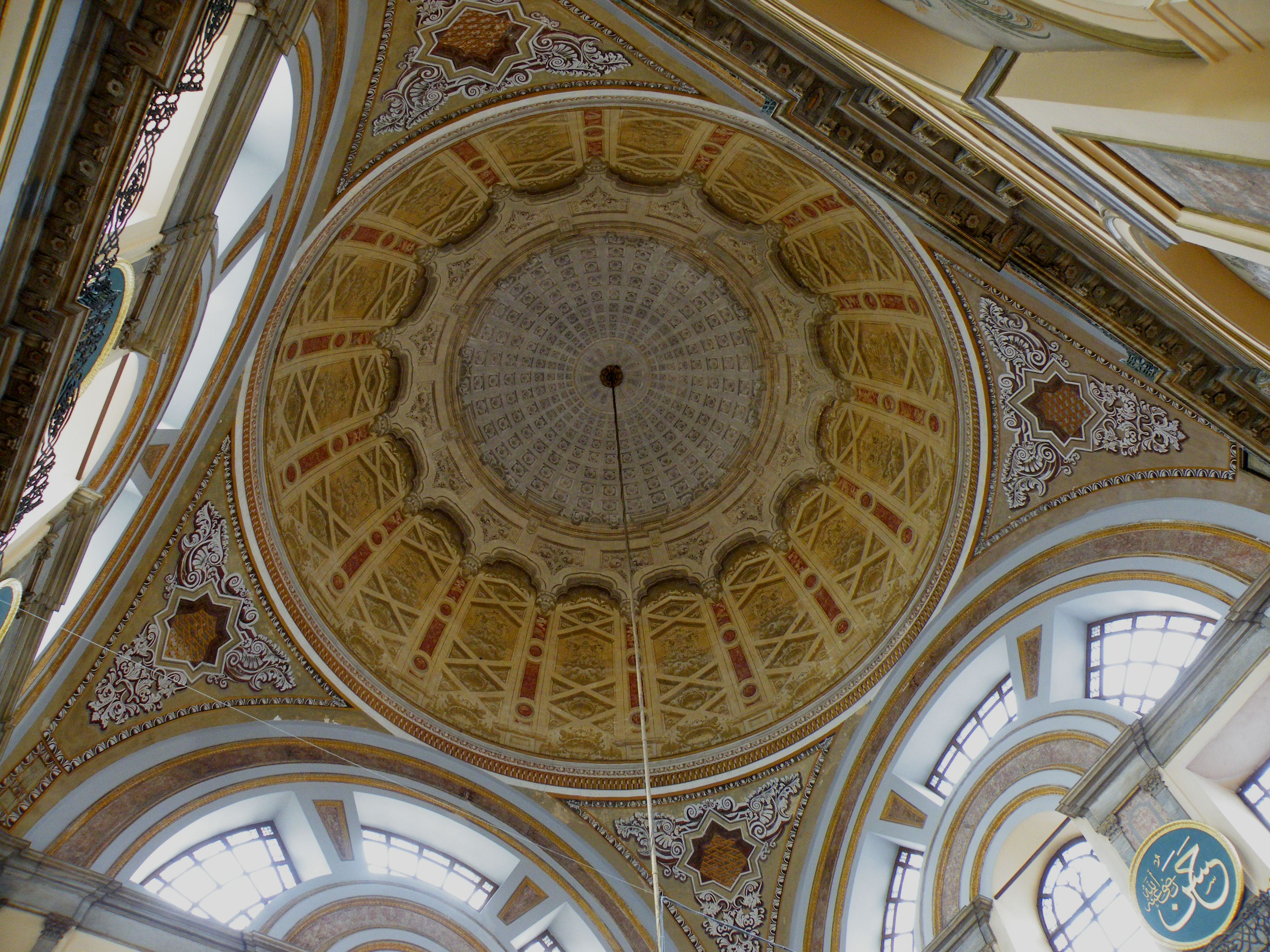
Domul
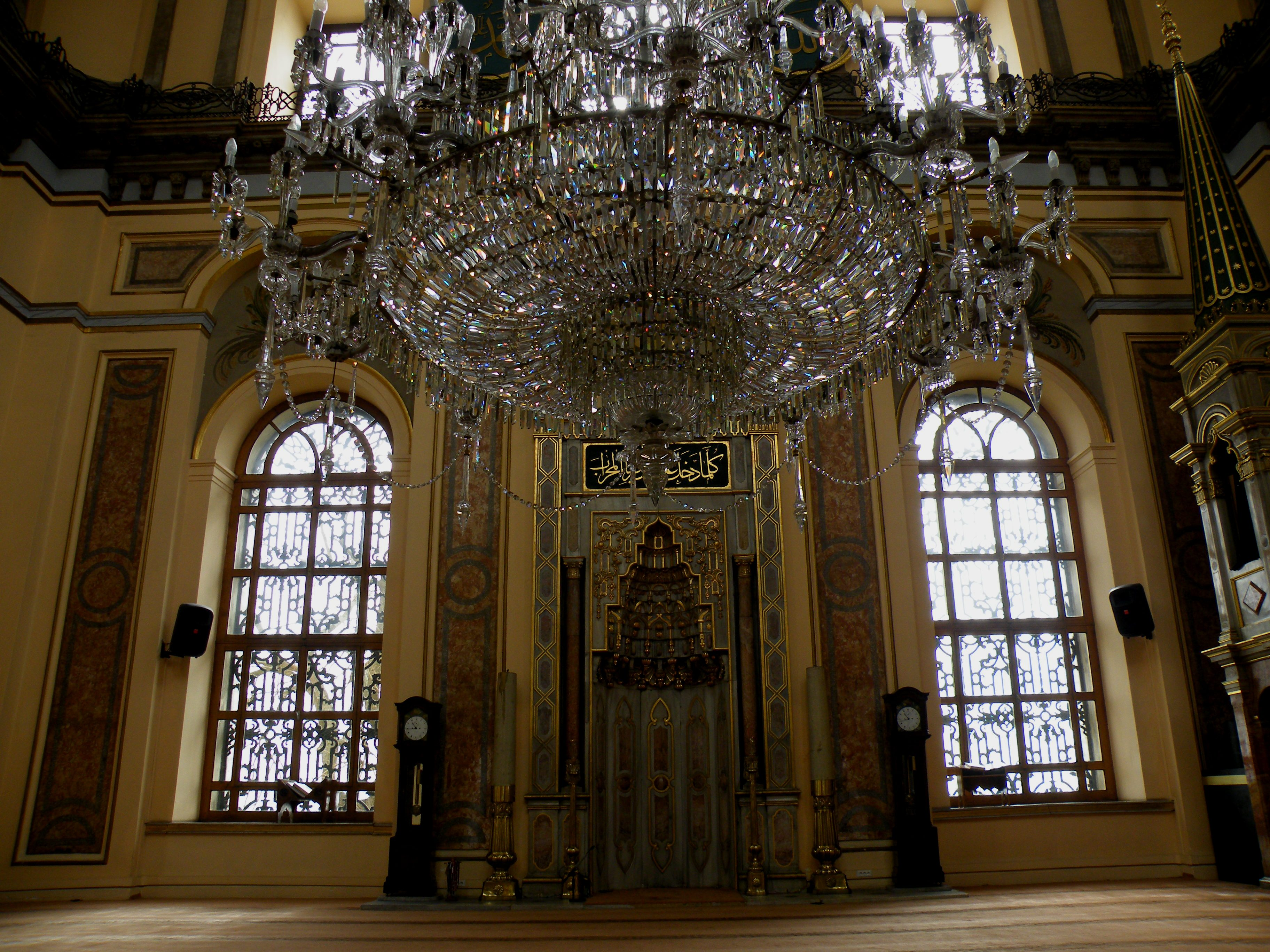
Interior
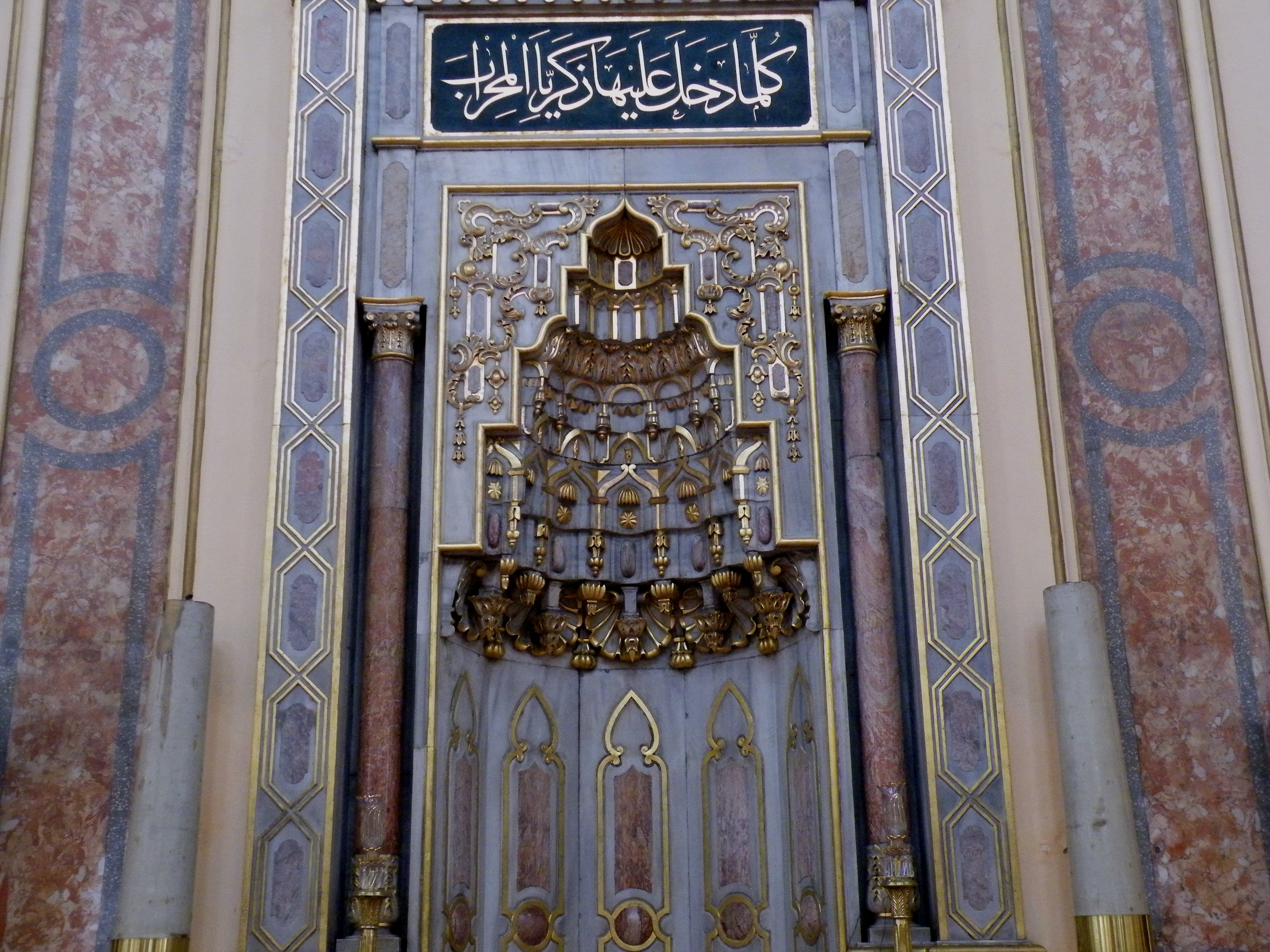
Mihrabul

## Legături externe
- Imagini cu Moscheea Dolmabahçe